# Dorylus ductor
Dorylus ductor is een mierensoort uit de onderfamilie van de Dorylinae. De wetenschappelijke naam van de soort is voor het eerst geldig gepubliceerd in 1939 door Santschi.